# L'Or de Sparte
L'Or de Sparte (titre original : Spartan Gold) est un roman d'aventures par Clive Cussler et Grant Blackwood, paru en 2009. Cette collaboration est le premier roman de la série Fargo, relatant les aventures d'un couple d'aventuriers du nom de Fargo.